# Obana indecisa
Obana indecisa är en fjärilsart som beskrevs av Walker 1864. Obana indecisa ingår i släktet Obana och familjen nattflyn. Inga underarter finns listade i Catalogue of Life.